# Johann Christian Wilhelm Augusti
Johann Christian Wilhelm Augusti (27. října 1771, Eschenbergen – 28. dubna 1841, Koblenz) byl německý evangelický teolog, křesťanský archeolog a orientalista.

## Životopis
Johann Christian Wilhelm Augusti byl syn pastora Ernsta Friedricha Antona Augustiho a vnuk rabína. Navštěvoval gymnázium v Gothě a od roku 1790 studoval na univerzitě v Jeně. O osm let později, 1798, začal na této univerzitě vyučovat. Od roku 1800 byl mimořádným profesorem filozofie, 1803 řádným profesorem orientálních jazyků. V roce 1808 získal doktorát z filozofie. V období 1812 až 1819 vyučoval teologii na Vratislavské univerzitě, od roku 1819 působil v Bonnu. V letech 1812 až 1814 byl rektorem vratislavské univerzity. Byl členem evangelické konzistoře.

## Dílo
- Übersetzung und Erläuterung einzelner Stücke des Koran (1798)
- Exegetisches Handbuch des A. T. (1797 až 1800)
- Ausgabe der Apokryphen des A. T. (1804)
- Grundriß einer historisch-kritischen Einleitung ins A. T. (1806)
- Denkwürdigkeiten aus der christlichen Archäologie (1817 až 1831, 12 dílů)
- Kritik der neuen preußischen Kirchenagende (Bonn 1824)
- Näheren Erklärung über das Majestätsrecht (Bonn 1825)
- Corpus librorum symbolicorum, qui in ecclesia reformatorum auctoritatem publicam obtinuerunt (1827)
- Bemerkungen über die neue Organisation der evangelischen Kirche des Großherzogthums Hessen (1833)
- Historische Einleitung in die beiden Hauptkatechismen der evangelischen Kirche (1834)
- Handbuch der christlichen Archäologie (1837, 3 díly)